# Стична
Стична (словен. Stična) — поселення в общині Іванчна Гориця, Осреднєсловенський регіон, Словенія. Висота над рівнем моря: 355,4 м.